# 马里乌斯·约翰·奥夫特
马里乌斯·约翰·奥夫特（1947年6月日27—），荷兰足球運動員，教练，曾经率领日本國家足球隊参加1992年亞洲盃足球賽（冠軍）。

## 教练生涯
奥夫特经率领日本國家足球隊参加日本1992年亞洲盃足球賽。